# Probaryconus sphaerocephalus
Probaryconus sphaerocephalus är en stekelart som först beskrevs av Jean Risbec 1950.  Probaryconus sphaerocephalus ingår i släktet Probaryconus och familjen Scelionidae. Inga underarter finns listade i Catalogue of Life.